# Netzwerkgesellschaft
Der Begriff der Netzwerkgesellschaft beschreibt Gesellschaften, welche beispielsweise durch elektronische Verknüpfungen zwischen ihren Teilnehmern eine netzwerkartige Organisationsstruktur aufweisen. Jede teilnehmende Einheit (Individuum, Familie, Organisation, Staat, …) stellt dabei einen Knotenpunkt im Netzwerk dar und ist mit diesem über verschiedenen Verknüpfungen verbunden.
Diese Definition grenzt sich damit von der Beschreibung der Gesellschaft als Zusammenspiel verschiedener, getrennter und funktional differenzierter Systeme ab, welche andere Akteure der Gesellschaft lediglich als Umwelt verstehen.
Der Begriff erlangte vor allem durch Manuel Castells dreibändige Abhandlung Das Informationszeitalter (im Besonderen Band 1: Der Aufstieg der Netzwerkgesellschaft) Bekanntheit.
Der Begriff des Netzes steckt jedoch bereits in der Bezeichnung des World Wide Web und wurde schon von seinem Erfinder Tim Berners Lee verwendet. Eine einheitliche Definition der Netzwerkgesellschaft oder der Netzwerktheorie gibt es nicht, vielmehr ist hierunter eine Vielzahl von verschiedenen Ansätzen zu verstehen, die insbesondere versuchen, die Veränderungen der Gesellschaft seit der Einführung der elektronischen Kommunikation zu beschreiben.

## Sozialwissenschaftliche und medientheoretische Auffassungen von Netzwerkgesellschaft

### Manuel Castells
Manuel Castells bezeichnet mit der Netzwerkgesellschaft die Superstruktur einer globalen Gesellschaft, die mit einer netzförmigen Verknotung bestehend aus Information, Macht, Technik und Kapital beschrieben werden kann. Die Identität aller Teilnehmer dieser Gesellschaft definiert sich hier über den Bezug und die Abgrenzung zu anderen Knotenpunkten.
Der Aufbau der Netzwerkgesellschaft besteht nach Castells aus mehreren Schichten: 1. der technischen Infrastruktur, 2. Den "Lokalitäten", unter denen Castells das Zusammenspiel aus geographischen Punkten und den dort herrschenden sozialen Bedingungen und Einflussreichweiten versteht, sowie 3. der Managementebene, die die Steuerung der "Ströme" durch das Netzwerk übernimmt.
Castells geht weniger von einer Organisation der Menschen nach geographischer Nähe als vielmehr nach Bezugsnähe aus. So liegt für ihn Frankfurt näher an Tokio, als an einer seiner Vorortschaften.
„Der Raum der Ströme ist die materielle Organisation von Formen gesellschaftlicher Praxis, die eine gemeinsame Zeit haben, soweit sie durch Ströme funktionieren. Unter Strömen verstehe ich zweckgerichtete, repetitive, programmierbare Sequenzen des Austauschs und der Interaktion zwischen physisch unverbundenen Positionen, die soziale Akteure innerhalb der wirtschaftlichen, politischen und symbolischen Strukturen der Gesellschaft einnehmen.“

### H. Marshall McLuhan
Nach der von H. Marshall McLuhan stark geprägten Medientheorie konstituiert sich eine Gesellschaft vor allem über sein Leitmedium. Die elektronisch kommunizierende Gesellschaft löst hiernach die „Gutenberg-Gesellschaft“ auf, die vor allem über das gedruckte Wort kommunizierte. Nach dieser Interpretation beginnt die Netzwerkgesellschaft bereits mit der Einführung des Telegraphen, der eine sofortige Kommunikation zwischen voneinander Abwesenden erlaubt und somit zu neuen Sozial-, Politik- und Wirtschaftsstrukturen führt. Trotz seiner visionären Ansichten hat McLuhan, der 1911 geboren und 1980 verstorben ist, die Internet-Netzwerkgesellschaft, die um 1996/97 mit der Zugänglichmachung des Internets für private Nutzer begann, selbst nicht mehr miterleben können.

### Jan A. van Dijk
In seinem Buch The Network Society beschreibt der niederländische Soziologe und Medientheoretiker Jan A. van Dijk (* 1944) die Netzwerkgesellschaft als dystopischen Zustand. Das Internet, und die um es herum gestaltete Gesellschaft sei kein Ort der Gleichheit und Demokratie, sondern begünstige die Konzentration von Macht in der Hand einiger weniger Konzerne. Auch könne zwar jeder im Netz Artikel veröffentlichen, aber diese würde faktisch niemand lesen.
Kritiker halten diese Perspektive für zu kurzsichtig.

## Aspekte von Netzwerkstrukturen
Netzwerkstrukturen wird z. B. in Wissenschaft und Wirtschaft ein größeres Innovationspotential zugeschrieben, weil sie in der Lage sind, Unstrukturiertes zu strukturieren und dennoch Flexibilität ermöglichen.
Es entsteht eine Verschiebung der Macht von einer einzelnen zentralen Konzentration hin zu den Knotenpunkten, an denen soziale Strömungen kontrolliert werden. In- und Exklusionen von Netzwerken sind dabei entscheidend für die soziale Lage von Individuen.